# Поткрајци (Пљевља)
Поткрајци је насеље у општини Пљевља у Црној Гори. Према попису из 2003. било је 159 становника (према попису из 1991. било је 201 становника).

## Демографија
У насељу Поткрајци живи 142 пунолетна становника, а просечна старост становништва износи 48,8 година (46,5 код мушкараца и 51,1 код жена). У насељу има 59 домаћинстава, а просечан број чланова по домаћинству је 2,69.
Ово насеље је углавном насељено Србима (према попису из 2003. године), а у последња три пописа, примећен је пад у броју становника.
|  |

| Демографија | Демографија | Демографија |
| Година      | Становника  | Становника  |
| ----------- | ----------- | ----------- |
|             |             |             |
|             |             |             |
|             |             |             |
|             |             |             |
| 1948.       | 209         |             |
| 1953.       | 269         |             |
| 1961.       | 391         |             |
| 1971.       | 387         |             |
| 1981.       | 301         |             |
| 1991.       | 201         | 201         |
| 2003.       | 159         | 159         |
|             |             |             |

| Етнички састав према попису из 2003.‍ | Етнички састав према попису из 2003.‍ | Етнички састав према попису из 2003.‍ | Етнички састав према попису из 2003.‍ | Етнички састав према попису из 2003.‍ |
| ------------------------------------ | ------------------------------------ | ------------------------------------ | ------------------------------------ | ------------------------------------ |
|                                      |                                      |                                      |                                      |                                      |
| Срби                                 | Срби                                 |                                      | 133                                  | 83,64%                               |
| Црногорци                            | Црногорци                            |                                      | 21                                   | 13,20%                               |
| Муслимани                            | Муслимани                            |                                      | 2                                    | 1,25%                                |
| Хрвати                               | Хрвати                               |                                      | 1                                    | 0,62%                                |
| Бошњаци                              | Бошњаци                              |                                      | 1                                    | 0,62%                                |
| непознато                            | непознато                            |                                      | 0                                    | 0,0%                                 |

| Година пописа     | 1948. | 1953. | 1961. | 1971. | 1981. | 1991. | 2003. |
| ----------------- | ----- | ----- | ----- | ----- | ----- | ----- | ----- |
| Број домаћинстава | 40    | 40    | 74    | 79    | 63    | 57    | 59    |

| Број чланова      | 1  | 2  | 3  | 4 | 5 | 6 | 7 | 8 | 9 | 10 и више | Просек |
| ----------------- | -- | -- | -- | - | - | - | - | - | - | --------- | ------ |
| Број домаћинстава | 59 | 14 | 21 | 9 | 7 | 5 | 1 | 1 | 0 | 0         | 1      |

| Пол    | Укупно | Неожењен/Неудата | Ожењен/Удата | Удовац/Удовица | Разведен/Разведена | Непознато |
| ------ | ------ | ---------------- | ------------ | -------------- | ------------------ | --------- |
| Мушки  | 70     | 22               | 44           | 3              | 1                  | 0         |
| Женски | 76     | 17               | 43           | 15             | 1                  | 0         |
| УКУПНО | 146    | 39               | 87           | 18             | 2                  | 0         |

| Пол    | Укупно                    | Пољопривреда, лов и шумарство | Рибарство                            | Вађење руде и камена | Прерађивачка индустрија       |
| ------ | ------------------------- | ----------------------------- | ------------------------------------ | -------------------- | ----------------------------- |
| Мушки  | 46                        | 20                            | 0                                    | 1                    | 2                             |
| Женски | 41                        | 36                            | 0                                    | 0                    | 0                             |
| УКУПНО | 87                        | 56                            | 0                                    | 1                    | 2                             |
| Пол    | Производња и снабдевање   | Грађевинарство                | Трговина                             | Хотели и ресторани   | Саобраћај, складиштење и везе |
| Мушки  | 2                         | 1                             | 4                                    | 0                    | 1                             |
| Женски | 0                         | 0                             | 2                                    | 0                    | 0                             |
| УКУПНО | 2                         | 1                             | 6                                    | 0                    | 1                             |
| Пол    | Финансијско посредовање   | Некретнине                    | Државна управа и одбрана             | Образовање           | Здравствени и социјални рад   |
| Мушки  | 0                         | 0                             | 6                                    | 5                    | 1                             |
| Женски | 0                         | 0                             | 0                                    | 2                    | 1                             |
| УКУПНО | 0                         | 0                             | 6                                    | 7                    | 2                             |
| Пол    | Остале услужне активности | Приватна домаћинства          | Екстериторијалне организације и тела | Непознато            | Непознато                     |
| Мушки  | 0                         | 0                             | 0                                    | 3                    | 3                             |
| Женски | 0                         | 0                             | 0                                    | 0                    | 0                             |
| УКУПНО | 0                         | 0                             | 0                                    | 3                    | 3                             |